# 切帕里鄉
44°48′N 24°41′E / 44.800°N 24.683°E
切帕里鄉（羅馬尼亞語：Comuna Cepari, Argeș），是羅馬尼亞的鄉份，位於該國中南部，由阿爾傑什縣負責管轄，面積39平方公里，海拔高度356米，2009年人口2,354，人口密度每平方公里61人。